# Dokter Zjivago
Dokter Zjivago (Russisch: Доктор Живаго) is een roman van de Russische schrijver Boris Pasternak uit 1957. Centraal staat het liefdesverhaal van de jonge dokter-poëet Zjivago, dat verweven is met de gebeurtenissen rond de Russische Revolutie en de daaropvolgende  Burgeroorlog.  
Deze fragmentarisch opgezette roman, die vol metaforen zit, is een voortzetting van Pasternaks lyriek, waarin personages van binnenuit worden getoond. Dokter Zjivago is vooral ook een filosofisch boek: Zjivago rebelleert niet tegen de Sovjetstaat, maar staat op in naam van een vertrapt ideaal: de individuele mens. De polemiek naar aanleiding van de roman ontstond echter op politiek niveau. Pasternak werd verweten de Russische Revolutie neer te zetten als een achteruitgang. De Russische autoriteiten lieten niet toe dat het boek gedistribueerd werd in eigen land, maar door vertaalde versies, eerst in het Italiaans (1957), bereikte het boek een wereldpubliek. 
Het werk geldt als een van de hoogtepunten uit de wereldliteratuur van de 20e eeuw.

## Samenvatting van het verhaal
Het verhaal begint bij het overlijden van de moeder van de tienjarige Joeri. Na de begrafenis van zijn moeder ontfermen Alexander Gromeko en zijn vrouw Anna zich als pleegouders over de jongen. Op een dag in 1906 vergezelt hij zijn pleegvader Alexander Gromeko die werd opgeroepen bij de zelfmoordpoging van een bevriende naaister. Daar is Joeri stiekem getuige van een intiem moment tussen de dochter des huizes, Lara Guichard, en haar oudere minnaar Viktor Komarovski. Joeri is het voorval snel vergeten, en enkele jaren later studeert hij geneeskunde en is hij verloofd met Tonja Gromeko. Op kerstavond van 1911 is hij samen met zijn verloofde Tonja aanwezig op een party. In vol feestgedruis weerklinkt een schot en een man valt neer. Joeri haast zich om het slachtoffer te helpen, en herkent het meisje Lara met in haar hand het pistool waarmee ze op Officier van Justitie Boris Kornakov heeft geschoten. Gelukkig is de Officier slechts lichtgewond, zodat haar invloedrijke minnaar Komarovski, die getuige was van de schietpartij, haar kan behoeden voor vervolging.
Bij het uitbreken van de Eerste Wereldoorlog neemt Joeri dienst als geneesheer in het Russisch Leger. Aan het front kruisen de wegen van Joeri en Lara zich opnieuw. Zij heeft als verpleegster dienst genomen om er haar verdwenen echtgenoot Pavel Antipov te kunnen zoeken. Beiden voelen zich tot elkaar aangetrokken, maar weerstaan deze verleiding.
Nadat de oorlog is afgelopen vervolgen ze elk hun eigen weg. Joeri keert terug naar zijn echtgenote en zoontje in Moskou. Ondertussen heeft echter de Russische Revolutie plaatsgevonden en wordt hij geconfronteerd met de gevolgen van de Sovjetoverheersing. Om hieraan te ontvluchten reist hij met zijn familie naar Varykino, het prachtige buitenverblijf van de familie Gromeko in de Oeral. Om de verveling te verdrijven bezoekt hij op zeker ogenblik de bibliotheek van de dichtbijgelegen stad Joerjatin, en daar ontmoet hij Lara opnieuw. Dit keer bieden ze geen weerstand aan elkaars genegenheid en geven ze zich volledig over aan hun liefde. Bij een van deze tripjes naar de stad wordt hij echter onderschept door een groepje revolutionairen die hem dwingen om zich als dokter bij hen aan te sluiten. Hij is niet echt hun gevangene, maar wordt toch goed in het oog gehouden en bewaakt. Na enkele jaren kan hij toch ontkomen en hij keert terug naar Lara in Joerjatin. Hij ontdekt dat zijn echtgenote Tonja kort na zijn verdwijning is bevallen van een tweede kind, maar samen met haar vader is verdwenen. Joeri en Lara gaan samenwonen op Varykino.
Op een zeker ogenblik duikt Komarovski weer op. Hij vertelt hen dat de revolutionairen naar Lara op zoek zijn omdat haar echtgenoot Pavel Antipov in feite de gevreesde revolutionair Strelnikov bleek te zijn maar nu in  ongenade was gevallen. Komarovski biedt aan om hen naar het buitenland in veiligheid te brengen. Joeri overtuigt Lara om met Komarovski te vertrekken en belooft haar dat hij hen zo spoedig mogelijk zal volgen. Als ze Varykino samen met Komarovski verlaat is ze zwanger van Joeri's dochter, maar dat weet Joeri niet. Joeri keert terug naar Moskou om er zijn echtgenote Tonja en zijn kind te zoeken. Hij vindt hen nooit, en ook Lara zal hij nooit meer zien.

## Publicatiegeschiedenis
Binnen de Sovjet-Unie zelf werd de roman in eerste instantie geheel in de ban gedaan. De Russische schrijversbond en het literaire tijdschrift Novy Mir keurden de roman af, omdat de geest ervan in strijd werd geacht met de socialistische revolutie. 
Door de weigering van de Sovjet-uitgevers om het verhaal te publiceren werd het boek in november 1957 voor het eerst in Italië gepubliceerd. Pasternak had hiervoor de Italiaanse uitgeverij Feltrinelli benaderd. Hij correspondeerde met deze uitgeverij bewust in meerdere talen,  wat hij in het Russisch aan hen schreef en dus door de Sovjetleiders zo kon worden gecontroleerd was enkel bedoeld als een afleidingsmanoeuvre. De echte correspondentie was in het Frans. 
Pasternak ging hierna alsnog op zoek naar een manier om zijn roman ook in Rusland gepubliceerd te krijgen. Hiervoor benaderde hij de Franse slaviste Jacqueline de Proyart, die zijn zaakwaarnemer werd.
De eerste daadwerkelijke Russische editie verscheen in 1958 in Den Haag en werd verzorgd door Peter de Ridder, die hiervoor nauw had samengewerkt met de Binnenlandse Veiligheidsdienst, die op zijn beurt hiervoor financiële ondersteuning kreeg van de CIA. Laatstgenoemde instantie was er wellicht op uit om de Sovjet-leiders hiermee een loer te draaien, aangezien Pasternak nu dankzij de Russische publicatie in aanmerking zou komen voor de belangrijkste literaire prijs die er bestond, terwijl hij binnen zijn eigen land juist een omstreden schrijver was. Aangezien uitgeverij Feltrinelli inmiddels over de publicatierechten in het Westen beschikte, moest op de titelpagina Feltrinelli Milaan worden gezet.

## Nobelprijs voor de Literatuur
In 1958 kreeg Boris Pasternak voor dit boek de Nobelprijs voor de Literatuur, maar onder druk van het sovjetregime en de Russische schrijversbond weigerde hij deze prijs te aanvaarden. Zoon Evgeny Pasternak nam in 1989 namens zijn vader de prijs alsnog in ontvangst.  

## Films
De eerste verfilming is een Braziliaanse televisieserie uit 1959.
Het boek werd in 1965 verfilmd door Metro-Goldwyn-Mayer (MGM) met Carlo Ponti als producer, David Lean als regisseur en in de hoofdrol Omar Sharif als Doctor Zhivago. Deze film is een van de meesterwerken uit de filmgeschiedenis.
In 2002 werd een Britse miniserie gemaakt door Granada International naar een script van scenarioschrijver Andrew Davies, met in de hoofdrollen Hans Matheson en Keira Knightley. De muziek werd verzorgd door Ludovico Einaudi.
In 2006 is een Russische miniserie gemaakt, die ondanks dat 'mini' bij elkaar achtenhalf uur duurt. De regisseur was Aleksandr Prosjkin.

## Nederlandse boekuitgaven
- Boris Pasternak: Dokter Zjivago. (Vert. Aai Prins). Amsterdam, Van Oorschot, 2016. ISBN 978 90 282 6073 3
- Boris Pasternak: Dokter Zjivago. (Vert. Nico Scheepmaker). Utrecht, Bruna, 1958-1959 (2 delen) (geen ISBN).

Andere edities (ook in de vertaling van Nico Scheepmaker):
- - Utrecht, Bruna, 1958. (Grote Beren, deel 1). Geen ISBN.
  - Utrecht, Bruna, 36e druk, 1974. ISBN 90-229-7001-9
  - Andere reeks: Bruna, Utrecht, 1989, ISBN 90 229 7864 8. (1991: ISBN 90 229 7988 1; 3e druk, 1993: ISBN 90 229 8121 5)
  - Amsterdam, Muntinga (Rainbow Essentials), 1999. ISBN 90-417-4007-4
  - Amsterdam, Reader's Digest, 2000. ISBN 90-6407-577-8
  - Utrecht, Signatuur, 2009. ISBN 978-90-5672-319-4